# Friedrich Plachky
Friedrich Plachky, též Fritz Plachky, uváděn rovněž jako Plachký (22. října 1836, Rudice – 19. dubna 1928, ?), byl rakouský právník a politik německé národnosti z Moravy; poslanec Moravského zemského sněmu a starosta Hranic.

## Biografie
Profesí byl advokátem. Počátkem 70. let 19. století se přistěhoval do Hranic ze slezského Riegersdorfu (Rudice). Byl veřejně a politicky činný. V Hranicích zasedal v obecním zastupitelstvu, od roku 1885 zastával post náměstka starosty Františka Václavíka (Václavík byl v 60. a 70. letech českým vlastencem, ale v této době již se s českým národním hnutím rozešel a v obecní politice utvořil spojenectví s Němci). Profiloval se jako hlavní osobnost německé komunity v Hranicích. Vstoupil do Německé pokrokové strany. Od roku 1890 byl starostou Hranic a zůstal jím do roku 1903, kdy v obecních volbách definitivně převládli Češi a novým starostou se stal František Šromota. Plachky během svého působení v starostenském úřadu ovlivnil výstavbu řady veřejných budov (např. lesnická škola, obecná česká dívčí a chlapecká škola, kasárna, nemocnice). Zároveň došlo k výraznému nárůstu obecního dluhu. Čelil silné opozici českého obyvatelstva, které mu vyčítalo upozaďování českých spolků a také machinace s volebními seznamy (měl jmenovat víc než 60 čestných občanů a tak zvětšit množinu německých voličů). Za jeho éry také zesílil německý charakter místního školství. Roku 1896 nechal Plachky do Hranic přeložit německou lesnickou školu ze Sovince. Trvalým problémem zůstala kontroverze okolo městského gymnázia. To vzniklo roku 1871 coby české reálné gymnázium obecné, ale o dva roky později městská samospráva souhlasila díky příslibu státní subvence s jeho proměnou na německé gymnázium. České obyvatelstvo pak čekalo po čtyřicet let na obnovu gymnázia s českým vyučovacím jazykem. Plachky se měl rovněž podílet na přeložení českého kněze Karla Loníčka z Hranic. Byl dlouholetým předsedou spolku Zweigverein des patriot. Landeshilfsvereines für Mähren, založeného roku 1884. V počátcích svého působení v komunální politice se přitom Plachky projevoval vůči českému hnutí vstřícně a i později mezi jeho podporovateli byli i četní etničtí Češi. Dělicí linie mezi českým a německým táborem tak v Hranicích nebyla zcela jasná a překrývaly se v ní národnostní i osobní motivy.
V roce 1895 mu byl udělen Řád Františka Josefa (rytířský kříž).
Koncem století se zapojil i do vysoké politiky. V doplňovacích zemských volbách 16. března 1899 byl zvolen na Moravský zemský sněm, za kurii městskou, obvod Hranice, Lipník, Potštát. Mandát zde obhájil v řádných zemských volbách v roce 1902. V roce 1899 se uvádí jako německý liberální kandidát (Německá pokroková strana).
Po odchodu z čela radnice se přestěhoval do Olomouce a po vzniku Československa odešel do Vídně. Zde žil v chudobě. V roce 1923 se prý obrátil na městské zastupitelstvo v Hranicích s prosbou o finanční pomoc, která ovšem nebyla schválena.